# Meythet
Meythet korábbi község (település) Franciaországban, Haute-Savoie megyében. 2017. január 1-jén további négy községgel együtt Annecyhez csatolták és az így létrejött Annecy új község része lett.
Lakosainak száma 8327 fő (2018. január 1.). Meythet Annecy, Annecy-le-Vieux, Cran-Gevrier, Épagny-Metz-Tessy, Metz-Tessy és Poisy községekkel határos.

## Népesség
A település népességének változása:
| Lakosok száma | 8368 | 8357 | 8424 | 8327 |
|               | 2013 | 2015 | 2017 | 2018 |